# Červená Řečice
Červená Řečice – miasto w Czechach, w kraju Wysoczyna. 
Według danych z 1 stycznia 2024, liczba mieszkańców miasta wynosi 1045 osób (1463. miejsce w kraju wśród miejscowości; 578. miejsce wśród miast).

## Demografia
| Rok             | 2008 | 2016 | 2024 |
| --------------- | ---- | ---- | ---- |
| Liczba ludności | 989  | 997  | 1045 |